# Flatter (repülés)
A flatter (az angol flutter szóból) a repülésben a repülőgépszárnyak vagy rotorlapátok hajlító-csavaró lengését jelenti. Egyike az aerodinamikai erők és a szerkezeti hajlékonyság kölcsönhatása révén kialakuló aeroelasztikus jelenségeknek. Veszélyes, mert kedvezőtlen esetben a folyamat igen gyorsan, robbanásszerűen a szárny töréséhez vezet. Megfelelő szerkezeti kialakítással a flatter-jelenség elkerülhető, illetve bekövetkezése a nagyobb sebességtartományba tolható.